# Будинок-музей Павла Коріна
Будинок-музей Павла Коріна (рос. Дом-музей П. Д. Корина) — меморіальний будинок-квартира відомого російського художника Коріна Павла Дмитровича в Москві, нині філія Державної Третьяковської галереї.

## Заповіт художника
За заповітом відомого російського художника усе майно будинку, всі матеріальні речі та художні скарби переходили його дружині, а по смерті дружини — переходили в Третьяковську галерею. Художник помер 22 листопада 1967 року і володаркою майна стала Прасков'я Тихоновна. За заповітом виставлялась умова збереження первісного вигляду майстерні митця та житлової зони. З 1968 р. тут і організували меморіальний будинок-музей художника.

## Історія створення музею
Будинок, в якому оселився художник в Москві, ніколи не був пам'яткою архітектури. Колись в цьому просторому будинку діяла пральня, розташована в дворі іншого житлового будинку. В її приміщенні художник і обладнав власне житло та художню майстерню. 
Серед ранішніх творів Павла — ескізи до картини «Русь уходяща», над якими він працював саме в цьому будинку.  Назву картині дав письменник Максим Горький, головний діяч парадного фасаду культури доби Сталіна. Завдяки діяльній підтримці Горького, Корін отримав можливість зробити подорож до Італії для удосконалення майстерності, що було нечасто в роки СРСР. Картина ж залишилася незавершеною. Але надзвичайна мистецька вартість зробила навіть ескізи (монументальні, в зріст дорослої людини) рівними закінченим картинам. Частина творів Коріна була придбана радянською Третьяковською галереєю. Зміна ідеологічного курсу привела до рішення знищити твори Коріна, як релігійні за тематикою і неактуальні для країни, що збиралась докорінно знищити релігію в окремій країні і вибудувати комунізм. Дізнавшись про це, Корін збирав гроші і викупав назад у радянської галереї свої твори, чим врятував їх.

## Мистецькі скарби  закладу
Повернуті з Третьяковської галереї ескізи він і зберігав у власній майстерні. Довге спілкування з творами мистецтва, російськими іконами, з картинами Музею образотворчих мистецтв імені Пушкіна в Москві (де він працював реставратором), картинами зі збірок Дрезденської картинної галереї сприяло бажанню оточити себе оригіналами. Відомо, що Корін роками збирав ікони, чим врятував від продажу за кордон чи знищення низку цікавих зразків іконопису від 12 до 17 століть. Вони теж зберігались в його майстерні.
Але старе приміщення колишньої пральні псувалось, не зазнало капітального ремонту. Лише в добу капіталістичної Росії було прийняте рішення капітально ремонтувати будинок-музей Павла Коріна. З 2009 року меморіальний музей зачинили, а скарби збірки перевезені в сховища. Дахи і прогнилі склепіння старого приміщення були розібрані, замінені на залізобетон. Інтер'єри років життя тут подружжя Коріних будуть відновлені, але в майстерні створять музейні приміщення з клімат-контролем. 
В складі музейного закладу - три кімнати :
- Зелена кімната (або кабінет зі збірками ікон)
- художня майстерня
- зала монументального живопису, де виставлені ескізи мозаїк до декору московського метро.